# Ines Stilling

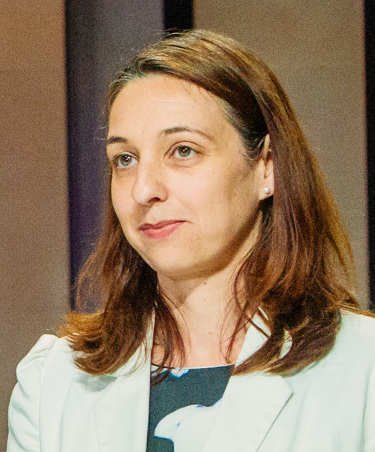
Ines Stilling em 2017

Ines Stilling (nascida em 10 de agosto de 1976) é uma funcionária pública austríaca que serviu como Ministra da Mulher, Família e Juventude no governo Bierlein.
Stilling nasceu em Graz, onde mais tarde estudou direito na Universidade de Graz. Trabalhou em empresas privadas e na Câmara dos Trabalhadores e Empregados até 2007, quando ingressou no serviço público no escritório de Doris Bures e liderou a secção de assuntos femininos em 2012.
A 3 de junho de 2019 Ines Stilling foi empossada ministra federal na Chancelaria sob Brigitte Bierlein e assumiu a pasta de Mulheres, Famílias e Juventude.